# Sanan Siouguirov
Sanan Viatcheslavovitch Siouguirov (en russe : Санан Вячеславович Сюгиров ; transcription anglaise : Sjugirov) est un joueur d'échecs  russe d'origine kalmouke, né le 31 janvier 1993 à Elista (Russie). Grand maître international depuis 2008, il a terminé deuxième du championnat du monde d'échecs junior en 2010 et a remporté l'open de Cappelle-la-Grande en mars 2013.
Au 1er janvier 2016, il est le 75e joueur mondial, le 18e joueur russe avec un classement Elo de 2 667.

## Biographie et carrière

### Vice-champion du monde junior (2010)

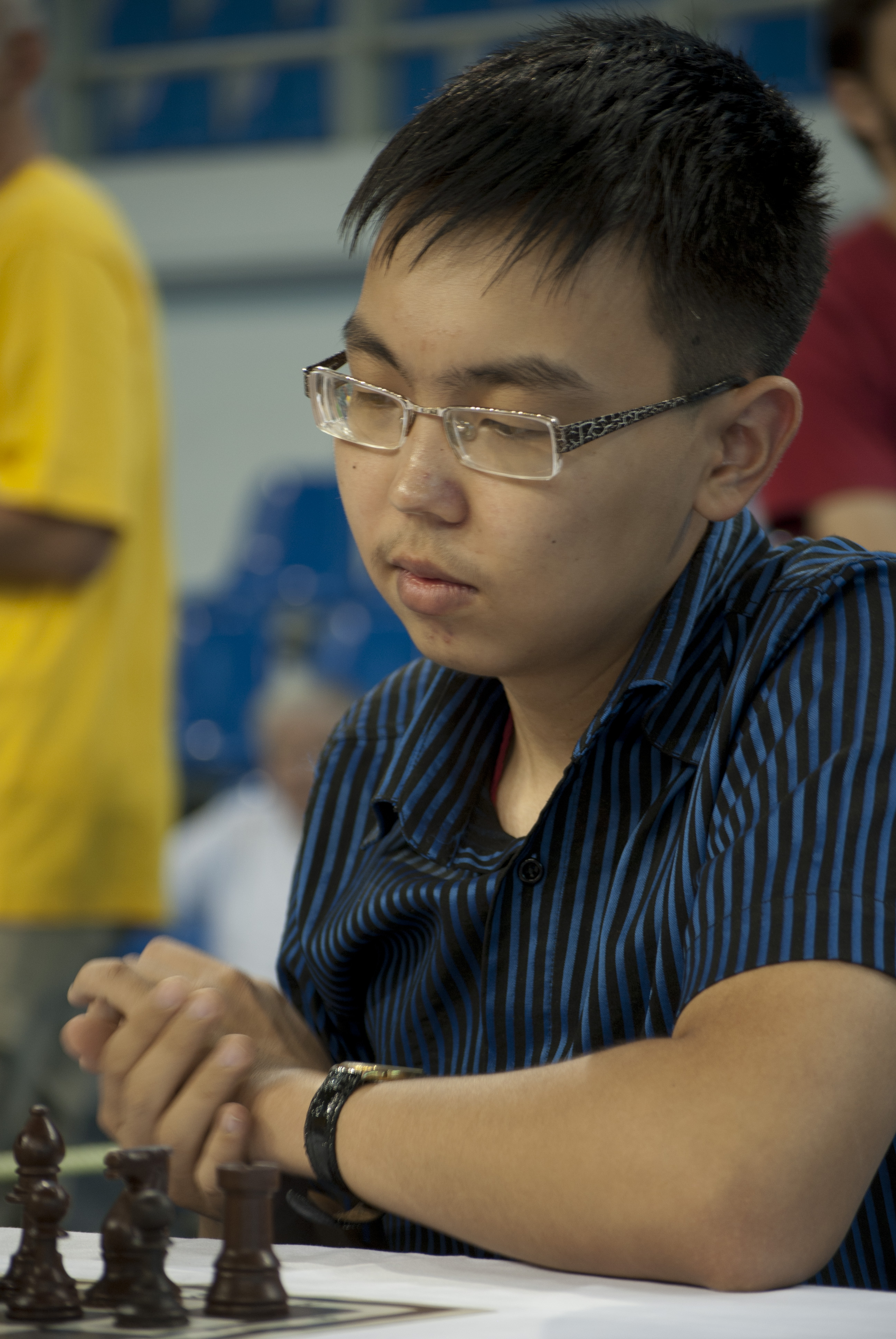
Sanan Siouguirov en 2010.

En 2002, Sanan Siouguirov finit troisième du championnat du monde d'échecs de la jeunesse (moins de 10 ans) à Héraklion.
En 2003, il remporta le titre mondial des moins de 10 ans à Porto Carras en Chalcidique. Lors du championnat d'Europe d'échecs de la jeunesse 2003 (moins de 10 ans au 1er janvier), à Budva, il finit deuxième.
Dans la catégorie des moins de 12 ans (au 1er janvier), il remporta le championnat d'Europe 2004 à Ürgüp. L'année suivante, il conserva son titre de champion d'Europe à Herceg Novi et finit deuxième du championnat du monde 2005 à Belfort.
En 2007, il remporta championnat d'Europe des moins de 14 ans à Sibenik et le championnat du monde des moins de 14 ans à Kemer (Antalya).
En 2008, il remporta le championnat d'URSS junior (moins de 20 ans). En 2010, il finit deuxième du championnat du monde d'échecs junior à Chotowa (Pologne) derrière Dmitri Andreïkine.

### Compétitions adultes
En 2008, Siouguirov remporta le tournoi de mai de Budapest. Lors du championnat d'Europe d'échecs individuel 2009 à Budva, il finit seizième et battit Ivan Chéparinov, Predrag Nikolić, Loek van Wely et Maxim Rodshtein.
En 2011, Siouguirov finit quatrième de la ligue supérieure du championnat de Russie. En 2012, il remporta le tournoi de Barcelone avec 7 points sur 9 (+5 =4).
En 2013, il a remporté l'open de Cappelle-la-Grande. La même année, il finit neuvième au départage du mémorial Tchigorine à Saint-Pétersbourg, à égalité de points avec le vainqueur.

### Vice-champion de Russie (2022)
En juillet 2022, il remporte la ligue supérieure du championnat de Russie d'échecs avec 6,5 points sur 9, au départage devant Vladislav Artemiev. Ce résultat le qualifie pour la finale du championnat de Russie 2022.
En septembre 2022, il finit deuxième au départage de la super-finale du championnat de Russie, à égalité de points (7/11, 3 victoires et 10 nulles) avec le vainqueur Daniil Doubov.

### Coupes du monde
Siougirov a participé à quatre coupe du monde d'échecs : en 2009, 2015 (éliminé au premier tour), 2019 (battu au deuxième tour par le futur vainqueur Teimour Radjabov) et 2021 (battu au deuxième tour). 
| Année | Lieu            | Résultat      | Ultime adversaire | Adversaires battus |
| ----- | --------------- | ------------- | ----------------- | ------------------ |
| 2009  | Khanty-Mansiïsk | premier tour  | Laurent Fressinet |                    |
| 2015  | Bakou           | premier tour  | S. P. Sethuraman  |                    |
| 2019  | Khanty-Mansiïsk | deuxième tour | Teimour Radjabov  | Sandro Mareco      |
| 2021  | Sotchi          | deuxième tour | Nihal Sarin       | Elmer Prudente     |

En 2022, il remporte le tournoi toutes rondes de Belgrade avec quatre victoires et cinq nulles.

### Compétitions par équipe
Siougirov participa à l'Olympiade d'échecs de 2010 au premier échiquier de l'équipe 4 de Russie et marqua 6,5 points sur 11.